# عارف (نام)
عارف در لغت به معنای کسی است که به عرفان می‌پردازد. همچنین نامی خانوادگی در عربی، فارسی و زبان‌های دیگر است:
- عبدالسلام عارف ، (۱۹۲۱–۱۳ آوریل ۱۹۶۶) رئیس‌جمهور پیشین کشور عراق
- محمدرضا عارف، معاون اول دولت دوم محمد خاتمی و نامزد انتخابات ریاست جمهوری یازدهم
- عارف قزوینی، شاعر عصر مشروطه
- عارف بابایف، خواننده آذری
- عارف عارف‌کیا، خواننده ایرانی